# Richard Teberio
Richard Roger Teberio, född 17 oktober 1971 i Göteborg, är en svensk före detta fotbollsspelare som spelade som anfallare.

## Karriär
Teberio spelade mellan 1990 och 1995 för Västra Frölunda IF. Under 1996 spelade han för både Degerfors IF och Kalmar FF. 1997 blev Teberio den förste svensken i FC Andorra. 1998 gick han till kroatiska Croatia Zagreb och därefter till norska Nybergsund IL, där det blev sex matcher under hösten.
Inför säsongen 1999 skrev Teberio på ett treårskontrakt med finska Inter Åbo. Han spelade 136 matcher och gjorde 54 mål för klubben i Tipsligan. Inför säsongen 2005 återvände Teberio till norska Nybergsund IL. 2006 avrundade han karriären med att spela för Skogens IF i Division 4. Säsongen 2010 var Teberio tränare i Torslanda IK.

## Karriärstatistik
Västra Frölunda IF
- Division 1 1990 – 8 matcher / 0 mål[8]
- Division 1 1991 – 9 matcher / 2 mål[8]
- Division 1 1992 – 11 matcher / 1 mål[8]
- Allsvenskan 1993 – 16 matcher / 7 mål[9][8]
- Allsvenskan 1994 – 21 matcher / 8 mål[10][8]
- Allsvenskan 1995 – 19 matcher / 1 mål[11][8]

Degerfors IF
- Allsvenskan 1996 – 6 matcher / 0 mål[12][8]

Kalmar FF
- Division 1 1996 – 13 matcher / 3 mål[8]

Assyriska FF
- Division 1 1997 – 13 matcher / 0 mål[8]

Inter Åbo
- Tipsligan 1999 – 22 matcher / 6 mål + 7 matcher / 3 mål i Mästerskapsserien[13]
- Tipsligan 2000 – 30 matcher / 14 mål[13]
- Tipsligan 2001 – 23 matcher / 13 mål[13]
- Tipsligan 2002 – 20 matcher / 10 mål +  7 matcher / 1 mål i Mästerskapsserien[13]
- Tipsligan 2003 – 7 matcher / 1 mål[13]
- Tipsligan 2004 – 20 matcher / 6 mål[13]